# Villogorgia intricata
Villogorgia intricata är en korallart som först beskrevs av Gray 1870.  Villogorgia intricata ingår i släktet Villogorgia och familjen Plexauridae. Inga underarter finns listade i Catalogue of Life.